# Robert Adams (lekarz)

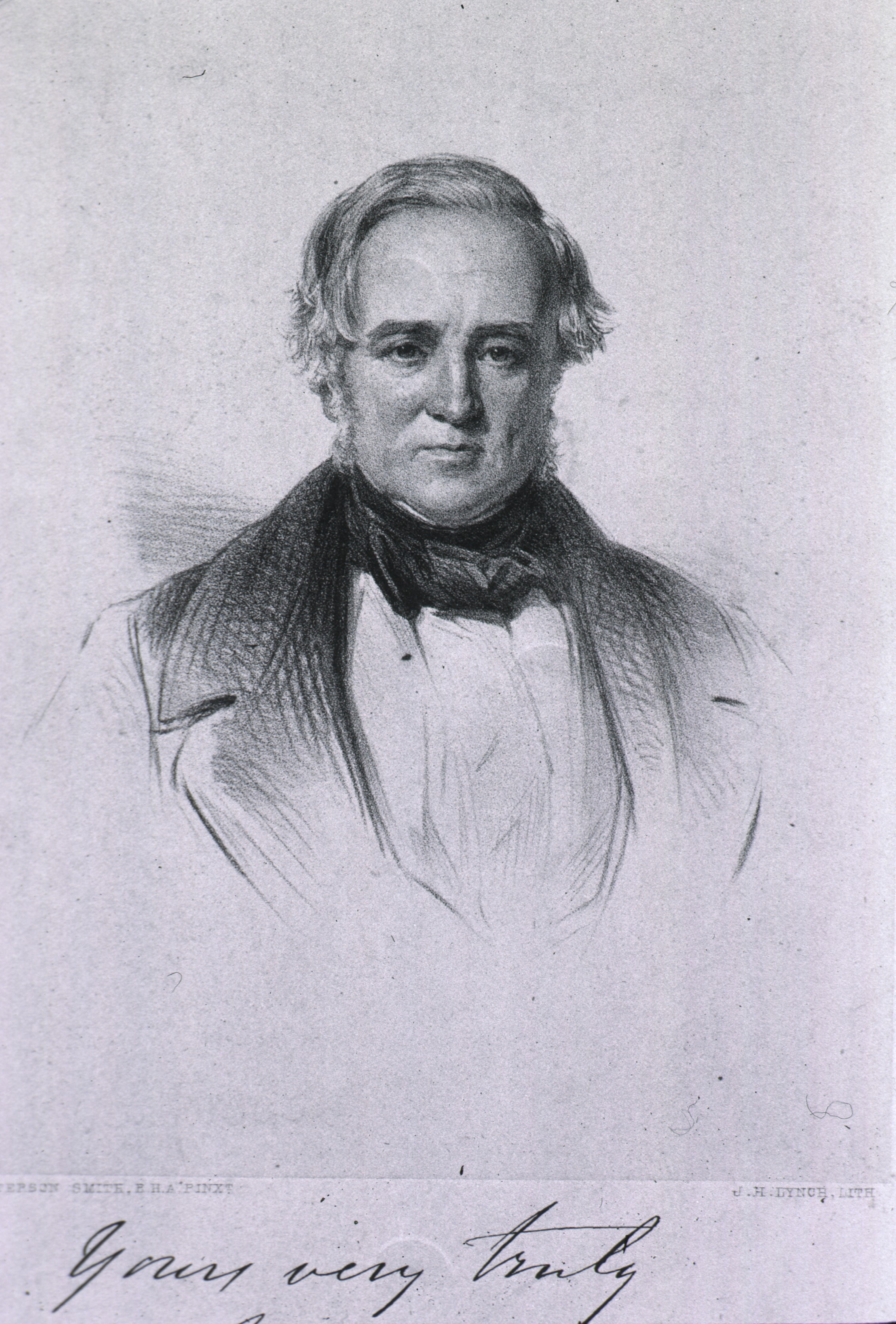

Robert Adams (ur. ok. 1791 w Irlandii, zm. 13 stycznia 1875 w Dublinie) – irlandzki chirurg znany ze swojego wkładu w leczenie chorób serca oraz dny moczanowej. 
Ukończył medycynę w Trinity College w Dublinie. Po zakończeniu edukacji podróżował przez pewien czas po Europie, aby ostatecznie powrócić do Dublina i tu otworzyć praktykę chirurgiczną. Pracował w Jervis Street Hospital oraz Richmond Hospital jako chirurg. 
Od 1861 roku wykładał chirurgię w University of Dublin jako regius professor. 
W 1872 roku opisał zespół objawów charakteryzujący się spowolnieniem tętna w połączeniu z przemijającymi zawrotami głowy lub napadami drgawkowymi, opisywany później jako zespół (lub choroba) Stokesa-Adamsa.